# Brian Stubbs
Brian H. Stubbs, né le 8 février 1950 à Keyworth en Angleterre, est un footballeur anglais, ayant évolué au poste de défenseur.

## Biographie
D’abord étudiant à l'Université de Loughborough, Stubbs signe un contrat pour le club de Notts County en septembre 1968. Il passe toute sa carrière professionnelle au sein de cette équipe, devenant le deuxième joueur le plus capé de l’histoire du club avec 486 titularisations, derrière le gardien de but Albert Iremonger (601 titularisations officielles).